# Fort Towson (Stati Uniti d'America)
Fort Towson è un comune degli Stati Uniti d'America, situato nello Stato dell'Oklahoma, nella contea di Choctaw.